# Lachnum

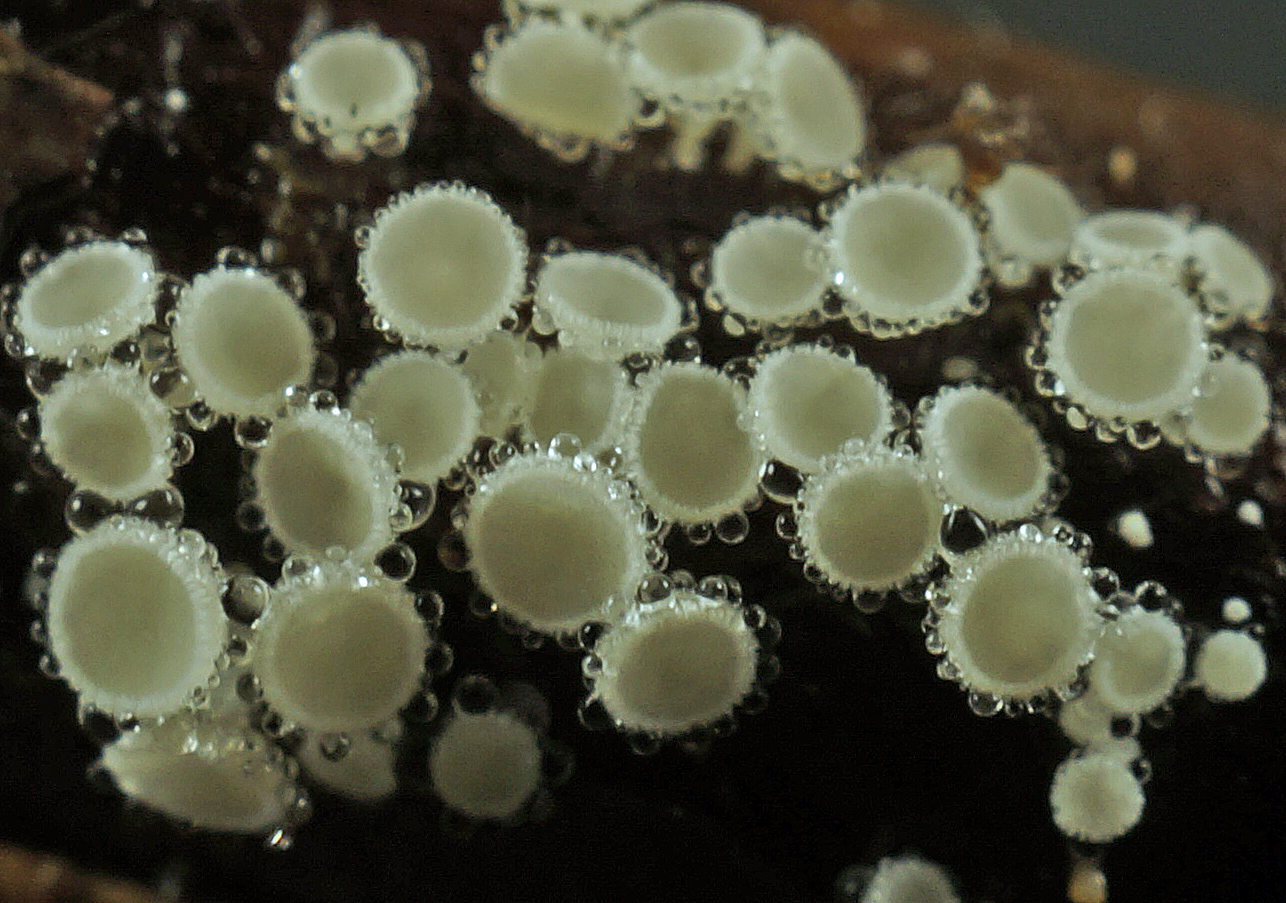
Lachnum fasciculare

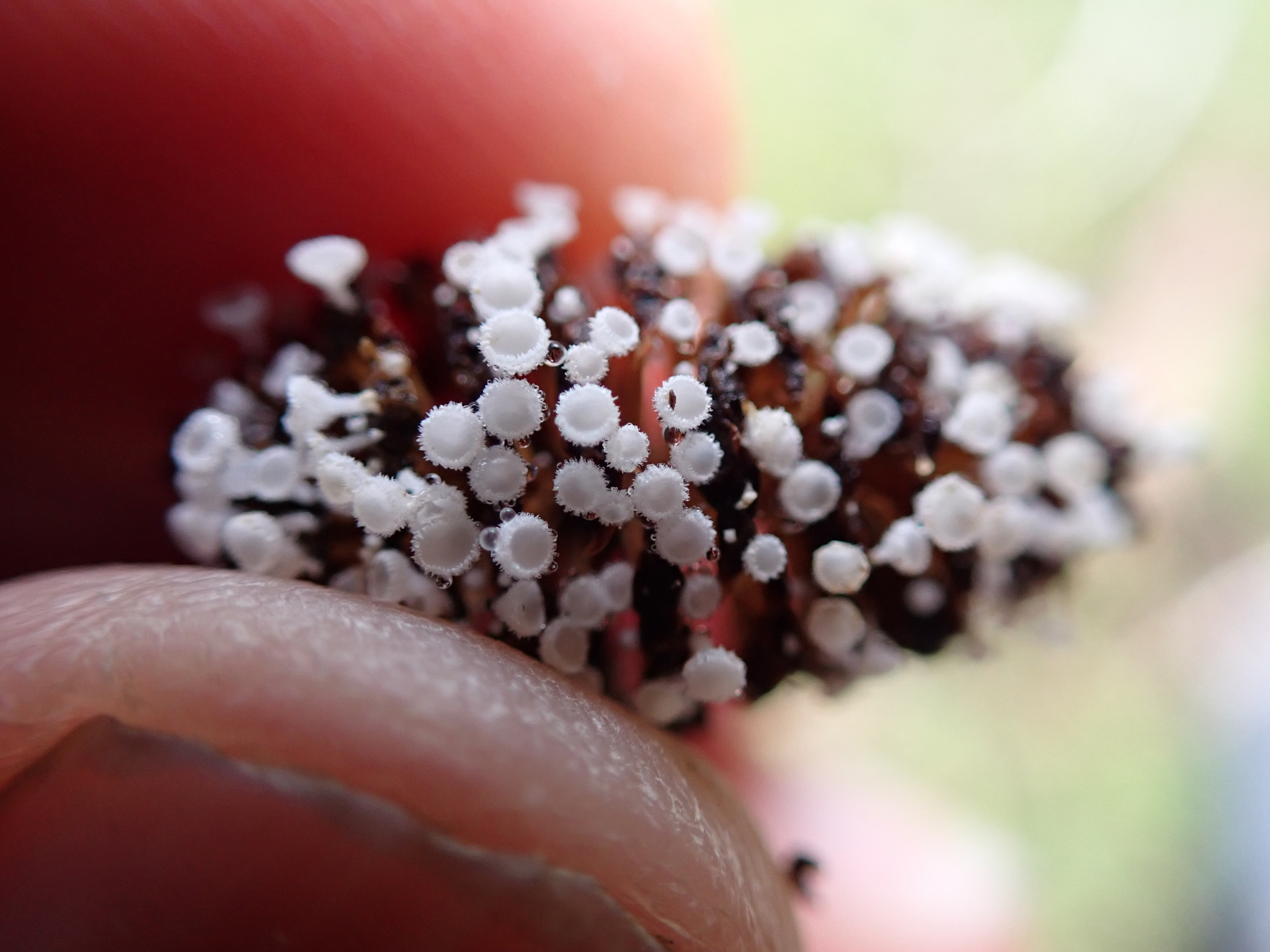
Lachnum virgineum

Lachnum Retz. – rodzaj grzybów z rodziny Lachnaceae.

## Systematyka i nazewnictwo
Pozycja w klasyfikacji według Index Fungorum
Lachnaceae, Helotiales, Leotiomycetidae, Leotiomycetes, Pezizomycotina, Ascomycota, Fungi.
Synonimy:
Arenaea Penz. & Sacc.,
Belonidium Mont. & Durieu,
Belonidium sect. Lasiobelonium Sacc.,
Corylina Velen.,
Dasypezis Clem.,
Dasyscyphus subgen. Belonidium (Mont. & Durieu) Dennis,
Dasyscyphus subgen. Dasyscyphus Nees ex Gray,
Dyslachnum Clem.,
Erinella Quél.,
Erinella Sacc.,
Erinellina Seaver,
Erioscypha Kirschst.,
Helolachnum Torrend,
Hyphoscypha Bres.,
Lachnaster Höhn.,
Lachnella Boud.,
Lachnobelonium Höhn.,
Lasiobelonis Clem. & Shear,
Lasiobelonium (Sacc.) Sacc. & P. Syd.,
Pezizellaster Höhn.,
Schnablia Sacc. & P. Syd.,
Trichopeziza Fucke.
Gatunki występujące w Polsce
- Lachnum apalum (Berk. & Broome) Nannf. 1936
- Lachnum brevipilosum Baral 1985
- Lachnum callimorphum (P. Karst.) P. Karst. 1871
- Lachnum capitatum (Peck) Svrček 1985
- Lachnum caricis (Desm.) Höhn. 1917
- Lachnum carneolum (Sacc.) Rehm 1893
- Lachnum clavigerum (Svrček) Raitv. 1985
- Lachnum controversum (Cooke) Rehm 1888
- Lachnum corticale (Pers.) Nannf. 1932
- Lachnum crystallinum (Fuckel) Rehm 1893
- Lachnum diminutum (Roberge ex Desm.) Rehm 1888
- Lachnum eburneum Kirschst. 1938
- Lachnum elatius P. Karst. 1871[3]
- Lachnum fasciculare Velen. 1934[3]
- Lachnum imbecille P. Karst. 1871
- Lachnum impudicum Baral 1985
- Lachnum juncisedum J. Schröt. 1893[3]
- Lachnum mollissimum (Fuckel) P. Karst. 1871
- Lachnum nudipes (Fuckel) Nannf. 1928
- Lachnum papyraceum (P. Karst.) P. Karst. 1871
- Lachnum patulum (Pers.) Rehm 1893
- Lachnum pubescens (Rehm) Svrček 1989
- Lachnum pudibundum (Quél.) J. Schröt. 1893
- Lachnum pulchellum Velen. 1934
- Lachnum pygmaeum (Fr.) Bres. 1903
- Lachnum relicinum (Fr.) P. Karst. 1871
- Lachnum rhytismatis (W. Phillips) Nannf. 1939
- Lachnum roridum (Wallr.) Rehm 1893
- Lachnum roseum (Rehm) Rehm 1893[3]
- Lachnum salicariae (Rehm) Raitv. 1991
- Lachnum subvirgineum Baral 1985[3]
- Lachnum sulphureum (Fuckel) P. Karst. 1871
- Lachnum tenue Kirschst. 1906
- Lachnum tenuissimum (Kuntze) Korf & W.Y. Zhuang 1985
- Lachnum virgineum (Batsch) P. Karst. 1871

Nazwy naukowe na podstawie Index Fungorum. Wykaz gatunków według M.A. Chmiel oraz później odkrytych stanowisk podanych w literaturze mykologicznej.